# Henryk Narewski
Henryk Narewski (ur. 29 marca 1948) – malarz, grafik, animator kultury, współzałożyciel i prezes Bydgoskiego Stowarzyszenia Artystycznego. Był pomysłodawcą wielu projektów artystycznych i artystyczno-edukacyjnych na rzecz rozwoju kultury i sztuki, wychowania estetycznego oraz integracji środowisk twórczych regionu kujawsko-pomorskiego.

## Wybrane projekty kulturalne Henryka Narewskiego

### Promowanie kultury
- Galeria Salon Młodych Twórców – prowadził ją w latach 70. i 80. XX wieku w bydgoskim Empiku. Promował wtedy zwłaszcza artystów najmłodszego pokolenia.
- Coroczna wystawa Laureaci – prezentująca dzieła i sylwetki artystów Pomorza i Kujaw wyróżnionych w międzynarodowych, ogólnopolskich i lokalnych rankingach.
- Galeria Jednego Obrazu – prezentująca dzieła ze zbiorów Muzeum Okręgowego im. L. Wyczółkowskiego w Bydgoszczy.
- Festyny artystyczno-ekologiczne Powitanie lata (1995-2002) w Potulicach, służące aktywizacji kulturalnej społeczności wiejskiej.
- Galeria Wenecja (1997-2001)
- Festiwal Sztuk REJS – organizowany od 2001 roku coroczne interdyscyplinarne przedsięwzięcie artystyczne z udziałem artystów polskich i zagranicznych z Czech, Litwy, Niemiec, Rosji, USA, Wielkiej Brytanii i Wietnamu.
- organizował prezentacje artystyczne na Litwie (Wilno), w Niemczech (Landau) i Rosji (Samara, Szyrariewo, Nowy Kujbyszew), promujące bydgoską sztukę poza granicami kraju.
- od 2005 prowadzi Galerię Sztuki „Piękne wnętrze” w Potulicach, w której prezentuje twórczość artystów regionu kujawsko-pomorskiego.
- był organizatorem warsztatów artystyczno-ekologicznych dla dzieci i młodzieży Ars Habitat oraz warsztatów edukacyjno-artystycznych Dzieci Doliny Noteci dla dzieci z rodzin ubogich i zagrożonych patologią społeczną.

### Autorski program reedukacji więźniów –„Harmonia Sztuki, Harmonia Świata”
W latach 1990–2009, w ramach autorskiego programu reedukacji więźniów pn. „Harmonia Sztuki, Harmonia Świata”, organizował konkursy, warsztaty i wystawy twórczości artystycznej więźniów o zasięgu regionalnym, ogólnopolskim i międzynarodowym, m.in.:
- ogólnopolski konkurs twórczości więziennej (1992-2009),
- Ogólnopolskie Warsztaty Plastyczne – Zacisze/Popowo (1992-1999),
- regionalne Warsztaty Artystyczno-Edukacyjne Wyspy wyobraźni (1992-2009),
- prezentację twórczości artystycznej więźniów polskich i irlandzkich Harmonia Sztuki, Harmonia Świata – Potulice 2000 w ramach Światowej Wystawy Sztuki Konstrukcja w Procesie VII – Polska 2000 Ta ziemia jest kwiatem
- wystawa twórczości więźniów polskich Portlaoise/Potulice 2000 w Dublinie (Irlandia).

### Członkostwo w stowarzyszeniach kulturalnych
- 2000-2005 – prezes Polskiego Stowarzyszenia Edukacji Plastycznej w Bydgoszczy.
- 2000-2004 – założyciel i wiceprezes Stowarzyszenia Artystycznego Bydgoska Wenecja.
- 2005-2010 – współzałożyciel i prezes Bydgoskiego Stowarzyszenia Artystycznego.
- Członek Założyciel Kapituły Medalu Jerzego Sulimy-Kamińskiego.
- Członek Rady Programowej Spółki Telewizja Polska SA Oddział w Bydgoszczy,
- konsultant projektu Zawsze Aktywny tworzonego przez Wyższą Szkołę Gospodarki w Bydgoszczy w Ramach Europejskiego Funduszu Społecznego.